# 加藤知正
加藤 知正（かとう ちせい、1873年（明治6年）11月19日 - 1947年（昭和22年）4月23日）は、日本の政治家。衆議院議員（6期）。

## 経歴
新潟県古志郡下塩谷村で、加藤周浄の二男として生まれる。1900年、東京高等蚕糸学校（のち東京繊維専門学校を経て、現在の東京農工大学）を卒業。北越蚕業講習所教頭、大日本蚕糸会技師、同理事、東京高等蚕糸学校講師、南光社社長などを歴任し。1924年の第15回衆議院議員総選挙において立憲政友会公認で立候補して当選。以来第19回総選挙を除いて通算6期務める。1942年の第21回衆議院議員総選挙では翼賛政治体制協議会の推薦を受けて当選。そのため、戦後、公職追放となった。追放中の1947年死去。

## 親族
- 兄 渡辺龍聖（教育者）[4]
- 養子 加藤洽三（医師、甥、渡辺龍聖三男）[4]